# Shuswaggi
El Shuswaggi , també conegut com a  Monstre del Llac Shuswap , és un críptid que suposadament viu al Llac Shuswap, a la Columbia Britànica.
El 3 de juny de 1984, una dona anomenada Linda Griffiths estava navegant al llac amb els seus dos fills i un amic d'ells; quan, de sobte, va observar una taca a l'aigua, a uns 300 peus de distància d'ella, i va començar a agitar-se violentament tot el llac. Després de mirar la pertorbació amb els seus binoculars, va observar set geps de color gris marronós movent-se per sobre de la superfície de l'aigua en línia recta, i a un ritme accelerat. L'animal va creuar davant de l'embarcació abans de, finalment submergir-se. Després del seu albirament, la senyora Griffiths va dir que la criatura s'assemblava a una serp de ràpid moviment, de al voltant de 20 a 25 peus de longitud total, i que havia nedat amb ondulacions verticals.